# Zoubtsov
Zoubtsov (en russe : Зубцов) est une ville de l'oblast de Tver, en Russie, et le centre administratif du raïon de Zoubtsov. Sa population s'élevait à 6 590 habitants en 2014.

## Géographie
Zoubtsov se trouve au point de confluence de la Volga et de la rivière Vazouza, à 112 km — 144 km par la route — au sud-ouest de Tver et à 195 km au nord-ouest de Moscou.

## Histoire
Zoubtsov est mentionné pour la première fois dans une chronique de 1216. Au Moyen Âge, il s'agissait d'une forteresse frontalière de la principauté de Tver. Elle fut annexée par la Moscovie avec le reste de la principauté de Tver en 1485. La ville fut ultérieurement connue comme un marché important pour le lin.
Sa cathédrale néoclassique a été construite en 1801.
Durant la Seconde Guerre mondiale, Zoubtsov fut occupée par l'Allemagne nazie du 11 octobre 1941 au 23 février 1942. Elle fut le théâtre de violents affrontements dans le cadre des batailles de Rjev. Presque entièrement détruite, la ville fut libérée par le front de l'Ouest de l'Armée rouge au cours de l'opération Rjev-Sytchiovka. Environ 15 000 soldats soviétiques sont enterrés au mémorial de Zoubstov. La ville connut un nouvel essor grâce à la construction du réservoir de la Vazouza dans les années 1970. Le réservoir fournit actuellement un quart de l'eau potable consommée par Moscou.

## Population
Recensements (*) ou estimations de la population
| 1825  | 1840  | 1856  | 1863  | 1870  | 1885  |
| ----- | ----- | ----- | ----- | ----- | ----- |
| 1 776 | 3 036 | 2 976 | 3 524 | 3 301 | 4 191 |

| 1897* | 1910  | 1917  | 1920  | 1923* | 1926* |
| ----- | ----- | ----- | ----- | ----- | ----- |
| 2 992 | 3 167 | 3 303 | 3 281 | 2 933 | 3 663 |

| 1939* | 1947  | 1959* | 1970* | 1979* | 1989* |
| ----- | ----- | ----- | ----- | ----- | ----- |
| 4 718 | 2 579 | 4 500 | 4 678 | 6 398 | 7 630 |

| 2002* | 2006  | 2010* | 2012  | 2013  | 2014  |
| ----- | ----- | ----- | ----- | ----- | ----- |
| 7 430 | 7 237 | 6 927 | 6 804 | 6 697 | 6 590 |